# Constantia (condado de Oswego)
Constantia es un lugar designado por el censo ubicado en el condado de Oswego en el estado estadounidense de Nueva York. En el año 2000 tenía una población de 1,107 habitantes y una densidad poblacional de 200 personas por km².

## Geografía
Constantia se encuentra ubicado en las coordenadas 43°15′3″N 76°0′6″O / 43.25083, -76.00167.

## Demografía
Según la Oficina del Censo en 2000 los ingresos medios por hogar en la localidad eran de $41,307, y los ingresos medios por familia eran $44,844. Los hombres tenían unos ingresos medios de $30,568 frente a los $22,417 para las mujeres. La renta per cápita para la localidad era de $16,279. Alrededor del 8.6% de la población estaban por debajo del umbral de pobreza.